# 金敞 (东汉)
金敞（2世纪—197年），史书多作金尚，字元休，东汉末年京兆杜陵人，孝廉。与同郡韦休甫、第五文休都著名，号为“三休”。
汉献帝初平三年（192年）四月，兖州刺史刘岱被黄巾军所杀，金敞被诏命为兖州刺史，东行赴任，而当时曹操已被推举为兖州牧而入主兖州。当时已是群雄割据时，朝命不行。金敞只能南下依附南阳太守袁术，一起到封丘，但被冀州牧袁绍与曹操所败（封丘之战）。袁术僣号，欲以金敞为太尉，不敢明言，私下派人劝说，金敞没有屈从的意思，袁术也不敢勉强他。建安二年（197年）正月，金敞出逃，被袁术所害。九月，金敞与太傅马日磾死讯都传到京城，汉献帝嘉金敞忠烈，为之咨嗟，诏百官吊祭，拜其子金玮为郎中，而马日磾被孔融追究過失以致未獲同样待遇。

## 小說裡的詮釋
在罗贯中历史小说《三国演义》中，袁术称帝后，起七路大军讨伐割据徐州自称刺史的吕布，以金尚为太尉监运七路钱粮，金尚不从，被袁术所杀。